# 페어리 테일 (영화)
페어리 테일(FairyTale: A True Story)은 미국에서 제작된 찰스 스트릿지 감독의 1997년 가족, 드라마, 판타지 영화이다. 하비 케이틀 등이 주연으로 출연하였고 브루스 데이비 등이 제작에 참여하였다.

## 출연

### 주연
- 하비 케이틀
- 제이슨 샐키

### 조연
- 피터 오툴
- 라라 모건
- 애덤 프랭크스
- 가이 위처

## 제작진
- 공동제작: 톰 맥러플린
- 공동제작: 셀윈 로버츠
- 미술: 마이클 호웰즈
- 의상: 셜리 러셀
- Ass-PD: 마가렛 프렌치 아이삭
- 배역: 메리 셀웨이
- 배역: 사라 트레비스

## 같이 보기
- 코팅리 요정